# Narcyz i Złotousty
Narcyz i Złotousty – powieść Hermanna Hessego z 1930 roku (kolejna po Wilku stepowym), napisana pod wpływem śmierci przyjaciela Hugona Balla.

## Treść
Akcja toczy się w średniowieczu. Fabuła opowiada o przyjaźni mnicha-ascety Narcyza z ubogim rzeźbiarzem, włóczęgą Złotoustym.   
Treść książki stanowi pretekst do ukazania odwiecznego konfliktu aspiracji duchowych i świata zmysłów, rozumu i uczucia, oraz ciągłego poszukiwania recepty na szczęście.  
Zdaniem Narcyza, klasztor to idealne miejsce pracy dla człowieka intelektu. Osiąga się tu równowagę między mądrością i pokorą, erudycją i prostotą, egzystencją pustelniczą i towarzyską. Życie monastyczne pozwala zapomnieć o istnieniu wspólnoty międzyludzkiej. Klasztor stanowi sanktuarium myśli, ale jest również instrumentem, którym posługuje się ludzki duch.
Odmienną drogę wybiera Złotousty (przeciwieństwo, alter ego Narcyza). Złotousty po latach wędrówki wraca do klasztoru, z którego niegdyś uciekł, by wszystko, czego doświadczył w podróży (przelotne miłostki, przeżycie masowej śmierci wskutek dżumy, pogrom Żydów, własnoręczne zabicie dwóch ludzi w obronie koniecznej) wyrazić artystycznie w postaci rzeźby Madonny. Złotousty w każdej ze spotkanych kobiet szuka obrazu swej matki, a nawet archetypu pramatki - Ewy.  
Hesse nie rozstrzygnął sporu i nie przyznał ostatecznie racji żadnemu z bohaterów. Pragnienie izolacji i pokusa uczestnictwa, gotowość do przyjęcia odpowiedzialności za losy świata staną się wielkim dylematem dla Józefa Knechta, bohatera powstałej kilkanaście lat później Gry szklanych paciorków.
Opatowi Narcyzowi nadał Hesse rysu przyjaciela Hugona Balla, Złotoustemu - swoje własne.
W liście do Christopha Schrempfa z kwietnia 1931 roku Hesse napisał, co właściwie chciał wyrazić przez długą podróż Złotoustego do samego siebie: że to, czego Złotousty nie potrafił wobec kobiet, zdoła dokonać w sztuce: napełnić zmysłowość duszą i w ten sposób osiągnąć piękno. Powieść rzuca również światło na problem braku zdolności Hessego do miłości.

## Recepcja
W roku wydania książki sprzedano ponad 40 tys. egzemplarzy (w tłumaczeniu holenderskim tylko 16 sztuk). Większość recenzji była pozytywna. Tomasz Mann w ankiecie czasopisma Das Tage-Buch pytany o najlepsze książki roku 1930, odpowiedział, że książka jest przepiękna dla swej poetyckiej przemyślności, łącząca elementy niemieckiego romantyzmu i nowoczesnej psychologii, wręcz psychoanalizy.
W późniejszych czasach książka była krytykowana głównie za banalną opowieść zewnętrzną i niezbyt pomysłowe opisy uwodzenia przez Złotoustego kolejnych kobiet.